# Bishop's Hull
Bishop's Hull è un villaggio con status di parrocchia civile nel Taunton Deane, in Inghilterra.